# Faucon de Nouvelle-Zélande
Falco novaeseelandiae
Espèce
Statut CITES
Statut de conservation UICN

 LC  : Préoccupation mineure
Le Faucon de Nouvelle-Zélande (Falco novaeseelandiae), ou Karearea en Māori, est une espèce de rapaces diurnes appartenant à la famille des Falconidae. Le faucon de Nouvelle-Zélande (Maori : kārearea ou kāiaia ; Falco novaeseelandiae) est le seul faucon de Nouvelle-Zélande . D'autres noms communs pour l'oiseau sont l'épervier de brousse et l'épervier . Il est souvent confondu avec le busard des marais, plus grand et plus commun . C'est l'oiseau de proie le plus menacé du pays, avec seulement environ 3 000 à 5 000 couples reproducteurs. 
Le faucon de Nouvelle-Zélande a été décrit officiellement en 1788 par le naturaliste allemand Johann Friedrich Gmelin dans son édition révisée et augmentée du Systema Naturae de Carl Linnaeus . Il l'a placé avec les faucons et les aigles dans le genre Falco et a inventé le nom binomial Falco novaeseelandiae . [5] Gmelin a basé sa description sur le "faucon néo-zélandais" décrit et illustré en 1781 par l'ornithologue anglais John Latham . Latham avait examiné des spécimens au British Museum et au Leverian Museum . [6]
Les ornithologues ont décrit le faucon de Nouvelle-Zélande comme un passe-temps aberrant ou comme un allié de trois espèces sud-américaines – F. deiroleucus (faucon à poitrine orange), F. rufigularis (faucon chauve-souris) et F. femoralis (faucon aplomado) ; des études phylogénétiques moléculaires montrent qu'il est le plus étroitement lié au faucon aplomado. [7] Deux formes ressortent de leurs tailles significativement différentes, la plus grande race dans l'Île du Sud et la plus petite dans l'Île du Nord. Bien que les marqueurs génétiques neutres montrent une histoire récente de ces deux formes, la différence de taille substantielle est probablement due à l'adaptation écologique. La gestion de la conservation avait déjà évité le mélange des populations de l'île du Nord (Falco novaeseelandiae ferox) et de l'île du Sud (Falco novaeseelandiae novaeseelandiae). [8]
Description:
Avec une envergure comprise entre 63 cm (25 po) et 98 cm (39 po) [3] et un poids dépassant rarement 450 g (16 oz), le faucon de Nouvelle-Zélande fait légèrement plus de la moitié de la taille du busard des marais , qu'il attaque habituellement. à vue. (Contrairement au busard des marais, le faucon de Nouvelle-Nouvelle-Zélande fait légèrement plus de la moitié de la taille du busard des marais , qu'il attaque habituellement. à vue. (Contrairement au busard des marais, le faucon de Nouvelle-Zélande attrape d'autres oiseaux en vol et mange rarement des charognes.) Le mâle pèse environ les deux tiers du poids de la femelle. [9]
```
et 
```

Le faucon de Nouvelle-Zélande se trouve principalement dans les buissons denses et dans les hautes terres escarpées de l' île du Sud , et est rarement observé au nord d'une ligne traversant la zone centrale de l' île du Nord . Une petite population se reproduit également sur les îles Auckland ; l'espèce est connue des îles Chatham à partir de restes fossiles .
Comportement 
Oiseau agressif qui fait preuve d'une grande violence lorsqu'il défend son territoire, le faucon de Nouvelle-Zélande aurait attaqué desdes chiens ainsi que des personnes.